# Midtown (gruppo musicale)
I Midtown sono stati un gruppo musicale pop punk/emo statunitense, originario del New Jersey.

## Storia
Formatasi nel 1998, la band s'inserì nella prolifica scena punk del New Jersey sviluppando una sonorità che combinava elementi emo e pop punk. Il primo lavoro dei Midtown, un EP, The Sacrifice of Life, venne pubblicato dalla Pinball Records nel 1999. All'inizio del 2000 viene pubblicato dall'etichetta Drive-Thru Records il primo full-length intitolato Save the World, Lose the Girl. Dopo il lancio del secondo album Living Well Is the Best Revenge nel 2002 la band abbandonò la Drive-Thru Records, passando alla Columbia Records, la quale pubblicò il terzo album studio, Forget What You Know. Nel 2004 il gruppo si è sciolto.

## Discografia

### Album in studio
- Save the World, Lose the Girl (2000)
- Living Well Is the Best Revenge (2002)
- Forget What You Know (2004)

### EP
- The Sacrifice of Life (1999)

### Split
- Millencolin/Midtown (2001)

### Singoli
- Just Rock 'n' Roll
- Like a Movie
- Get It Together
- Give It Up
- Empty Like the Ocean

### Apparizioni in compilation
- 2005 – Punk Goes 80's

## Formazione
- Gabe Saporta - voce e basso (1998 - 2004)
- Tyler Rann - chitarra (1998 - 2004)
- Heath Saraceno - chitarra (1998 - 2004)
- Rob Hitt - batteria (1998 - 2004)

## Progetti successivi ai Midtown
- I Cobra Starship sono la nuova band di Gabe Saporta.
- Heath Saraceno suona con la rock band dei Senses Fail. Saraceno, insieme al batterista dei Senses Fail, Dan Trapp, ha fondato un'altra band chiamata The Jettonnes.
- Rob Hitt ha fondato un'etichetta discografica, la I Surrender Records, con la quale ha prodotto artisti quali Valencia, The High Court, Four Year Strong e Permanent Me.
- Tyler Rann canta nella band dei Band of Thieves.